# Wernersdorf (Gemeinde Neidling)
Wernersdorf ist eine Ortschaft und eine Katastralgemeinde der Marktgemeinde Neidling im Bezirk St. Pölten in Niederösterreich. Die Ortschaft hat 60 Einwohner (Stand 1. Jänner 2024). Bis Ende 1968 war Wernersdorf Teil der dann aufgelösten Gemeinde Mamau.

## Geografie
Das Dorf liegt nordwestlich von St. Pölten an der Stadtgrenze und besteht aus mehreren landwirtschaftlichen Anwesen. Durch den Ort verläuft die Landesstraße L5124, von der hier die L5127 abzweigt und nach Flinsbach führt. Nördlich entspringt der Moosbach, der in den Kremnitzbach abfließt.

## Geschichte
Laut Adressbuch von Österreich waren im Jahr 1938 in Wernersdorf einige Landwirte ansässig.
Wernersdorf war Teil der Gemeinde Mamau, die mit 1. Jänner 1969 auf die umliegenden Gemeinden Karlstetten, Neidling und St. Pölten aufgeteilt wurde.

## Belege
1. ↑  Statistik Austria: Bevölkerung am 1.1.2024 nach Ortschaften (Gebietsstand 1.1.2024), (ODS, 500 KB)
2. 1 2  Gesetz vom 14. November 1968 über die Aufteilung der Gemeinde Manau (politischer Bezirk St. Pölten), LGBl. 446/1968, 37. Stück, S. 295 (EReader, ALEX Online).
3. ↑  Adressbuch von Österreich für Industrie, Handel, Gewerbe und Landwirtschaft, Herold Vereinigte Anzeigen-Gesellschaft, 12. Ausgabe, Wien 1938 PDF, Seite 499.